# Antigua Casa Presidencial de Honduras
La Antigua Casa Presidencial de Honduras o Palacete Presidencial fue desde 1922 hasta 1990 la casa residencial del Presidente de Honduras. Actualmente, el Centro Documental de Investigaciones Históricas de Honduras (CDIHH) tiene su sede en dicha instalación. 

## Historia

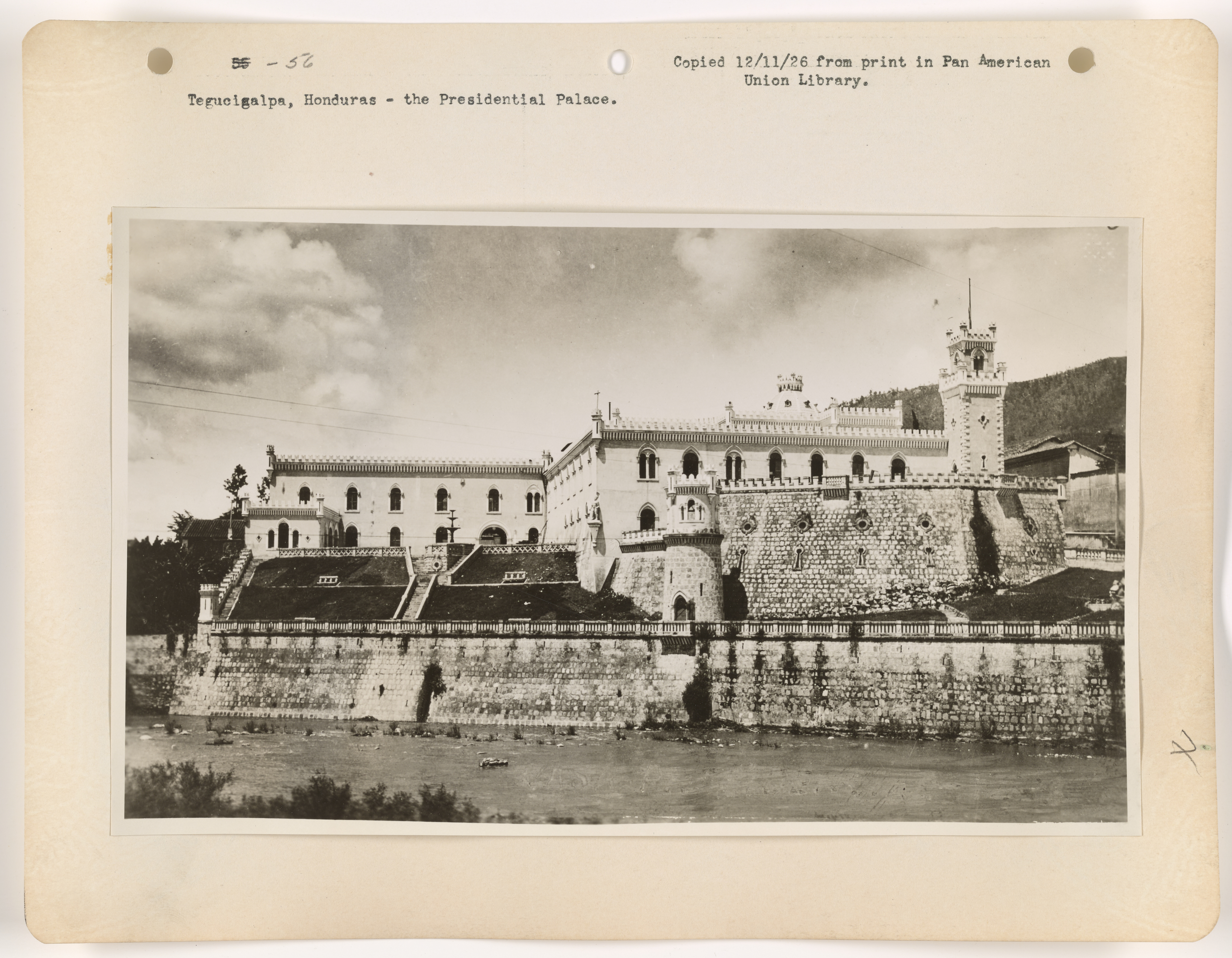
Vista al palacio en la década de los años 20 desde el rio Choluteca.

Una vez que se trasladase la capital de Comayagua, a la ciudad de Tegucigalpa, se utilizó un edificio de madera y teja ubicada a un costado de la Plaza La Merced, en el lugar donde se encuentra actualmente el Palacio Legislativo. Para 1913, durante la primera administración de Francisco Bertrand se trasladó la sede de gobierno cerca del Parque Central, en el edificio histórico del Banco de Honduras, hasta la decisión de construir un edificio adecuado para el presidente de la república.
El terreno donde se construyó la Antigua Casa Presidencial anteriormente pertenecía a la Legación de México y al Hotel Picadilly. La Antigua Casa Presidencial fue construida entre 1916 y 1922, siendo el presidente Francisco Bertrand quien tuvo la idea de construir dicha instalación. Estuvo en servicio como la casa presidencial de Honduras entre 1922 y 1994. Sin embargo, el primer presidente en ocupar dicha casa fue Rafael López Gutiérrez (presidente entre 1920 y 1924). Los materiales que se utilizaron para la construcción fueron los siguientes: piedra rosada o rosáurica, y arena y piedra extraídas del río Choluteca. El arquitecto italiano Augusto Bressani fue quien dirigió la construcción de la Antigua Casa Presidencial.
Después de ser inaugurada la Casa Presidencial su primer ocupante fue el General Rafael López Gutiérrez; en 1924 la casa fue fortificada debido a la Segunda guerra civil de Honduras en la cual depondrían al dictador López Gutiérrez. Más tarde, el general Vicente Tosta Carrasco sería su nuevo inquilino, el edificio mantuvo su Guardia de Honor Presidencial siempre alerta debido a las constantes rebeliones del general Gregorio Ferrera quien intentó hacerse del poder, hasta en tres ocasiones; el nuevo presidente el doctor Vicente Mejía Colindres vería turbulento su mandato hasta la llegada de la longeva presidencia del Doctor y general Tiburcio Carías Andino desde 1932 hasta 1947.

## Salones

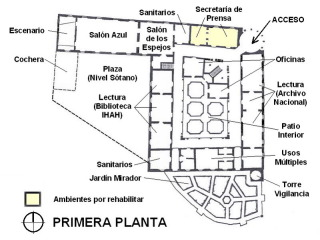
Plano del palacete, ex Casa Presidencial de Honduras.

### Salón de los Espejos
Se le llama así por los cuatro espejos que decoran cada una de las paredes del salón, estos espejos antes pertenecían al Teatro Nacional Manuel Bonilla, y por orden de Tiburcio Carías Andino fueron llevados a la Antigua Casa Presidencial. 
Actualmente, en el Salón de los Espejos están expuestas pinturas de los 18 departamentos del país (con lo más importante que representa cada uno de ellos). Estas obras fueron realizadas por el santarrosense Arturo López Rodezno, quien en España tuvo como profesores a Salvador Dalí y Pablo Picasso. 

### Salón azul

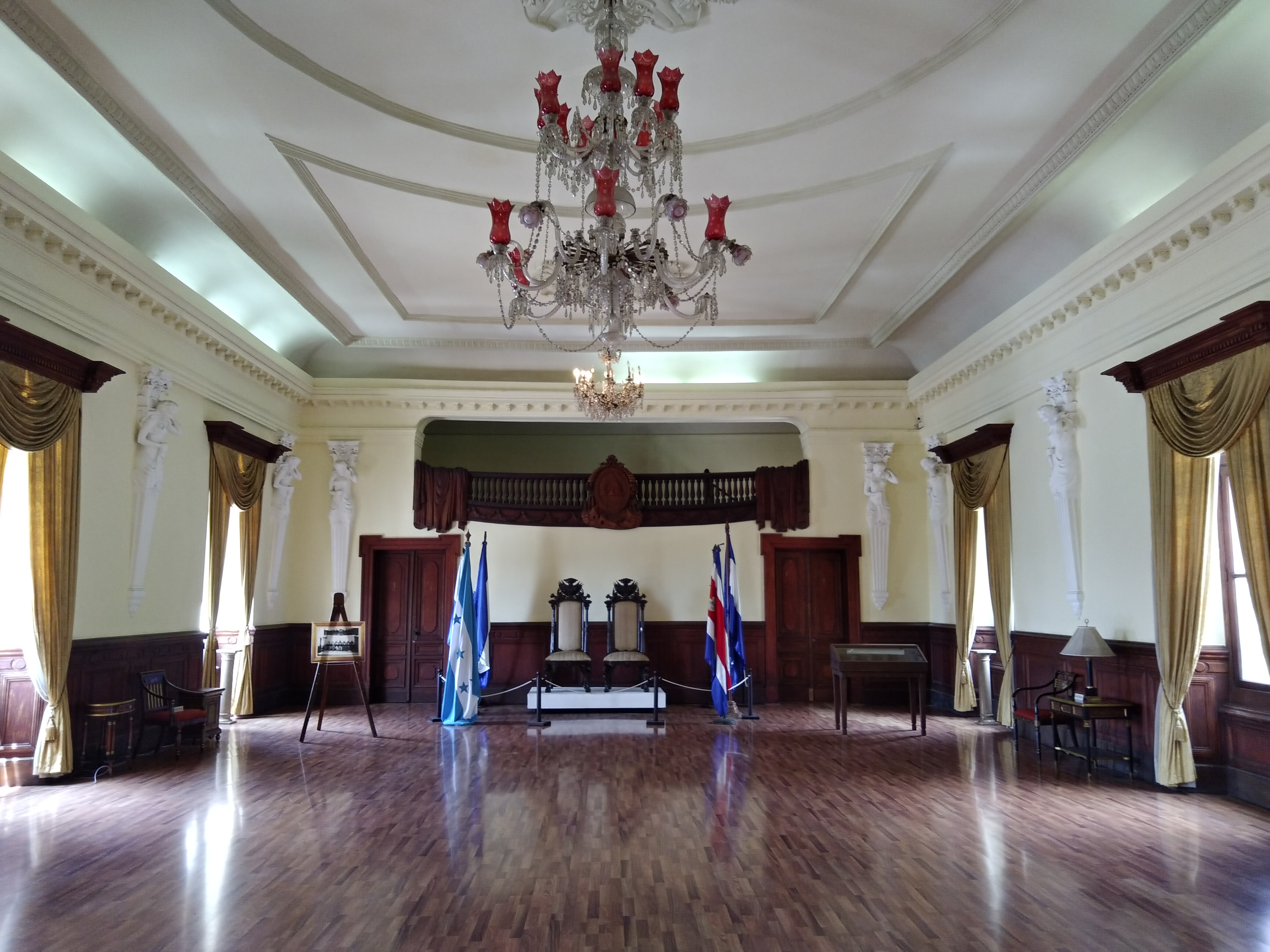
El salón azul en la actualidad.

El Salón Azul fue llamado así porque durante el mandato del Dictador Tiburcio Carías Andino, se ordenó que el salón tuviera el color mencionado anteriormente, representando al Partido Nacional. Tiempo después, el color fue variando hasta llegar al actual (blanco hueso). 
En la actualidad, el Salón Azul posee un total de 18 pinturas con el rostro de cada uno de los presidentes que ocuparon la Antigua Casa Presidencial; siendo el primero Rafael López Gutiérrez (1920-1924) y el último Rafael Leonardo Callejas (1990-1994). 

### Jardines

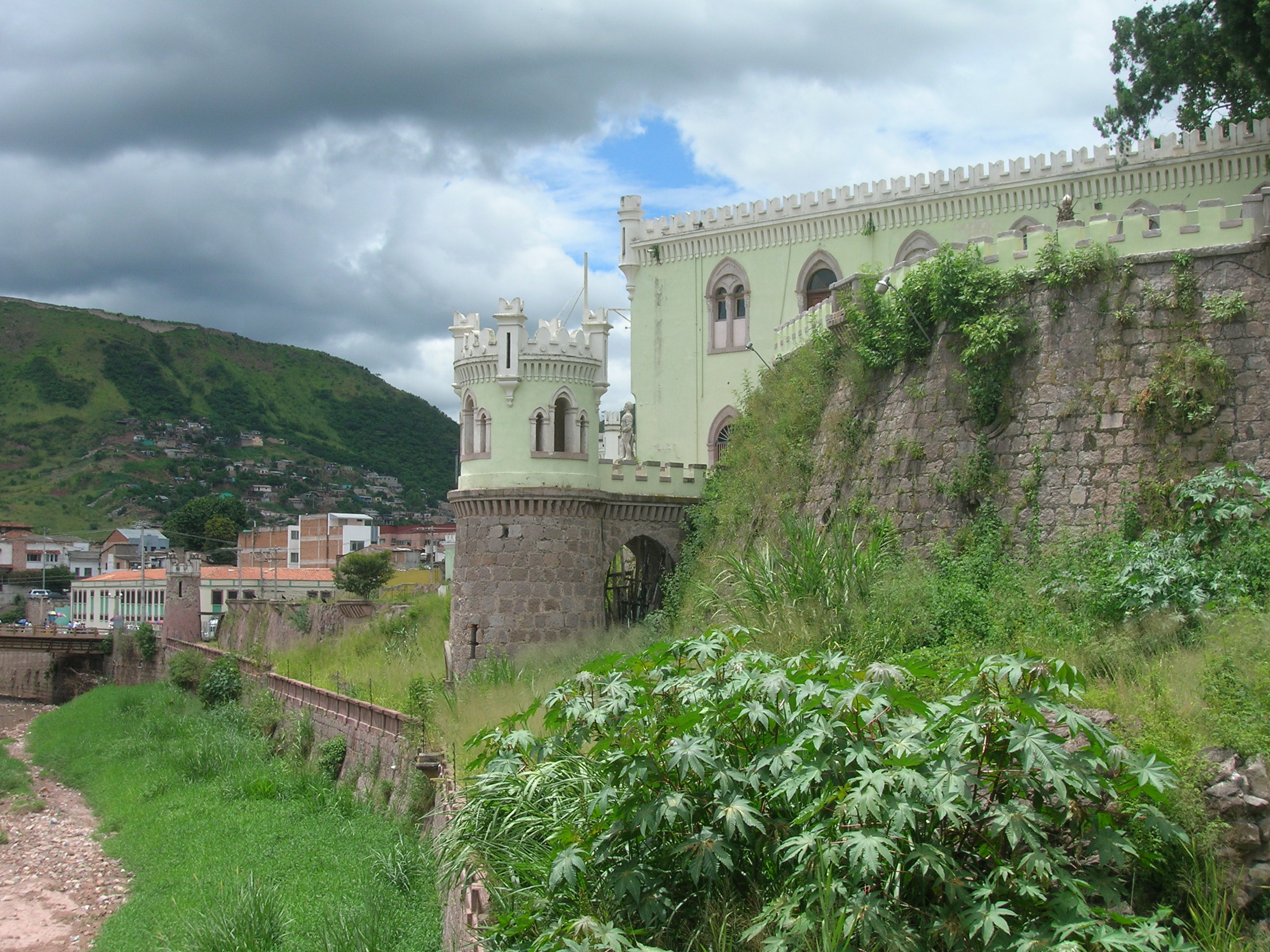
Foto de la zona donde se encontraba el segundo jardín, este fue dañado en 1998 tras el huracán mitch.

- Foto de la zona donde se encontraba el segundo jardín, este fue dañado en 1998 tras el huracán mitch. El jardín principal está en el centro de la Antigua Casa Presidencial y desde allí se pueden apreciar los diseños neo-medieval y neo-gótico que poseía la instalación, así como las grandes torres de seguridad que cuidaban del presidente. En el pasado estaba lleno de flores tales como la orquidia brasabola, en la actualidad debido a su mantenimiento y flora exótica se decidió reemplazar por arbustos.

- El segundo jardín, que también se le consideraba un patio, tenía una vista hacia el río Choluteca y la ciudad de Comayagüela.

- El tercer y último jardín (actualmente no existe pues fue destruido durante el huracán Mitch) era donde se encontraban los animales, entre ellos conejos, venados y guaras o guacamayas. En 1990 estos animales fueron trasladados al Zoológico Nacional o Zoológico del Picacho durante la gestión de Rafael Leonardo Callejas.

### Segundo nivel del edificio
En la segunda planta del edificio se encontraba el dormitorio presidencial, la oficina del presidente la cual aun preserva sus muebles como parte del atractivo del museo y una terraza. En esta terraza el presidente sostenía reuniones importantes y tomaba aire fresco. Esta terraza cuenta c”on una vista panorámica hacia el Cerro El Berrinche, lugar donde se llevó a cabo la Guerra Civil de 1924 entre Vicente Tosta, Francisco Martínez y Tiburcio Carías Andino (quienes buscaban llegar al poder). También posee habitaciones con bellas decoraciones, piezas de arte y candelabros de cristal y plata. 

## Actualidad

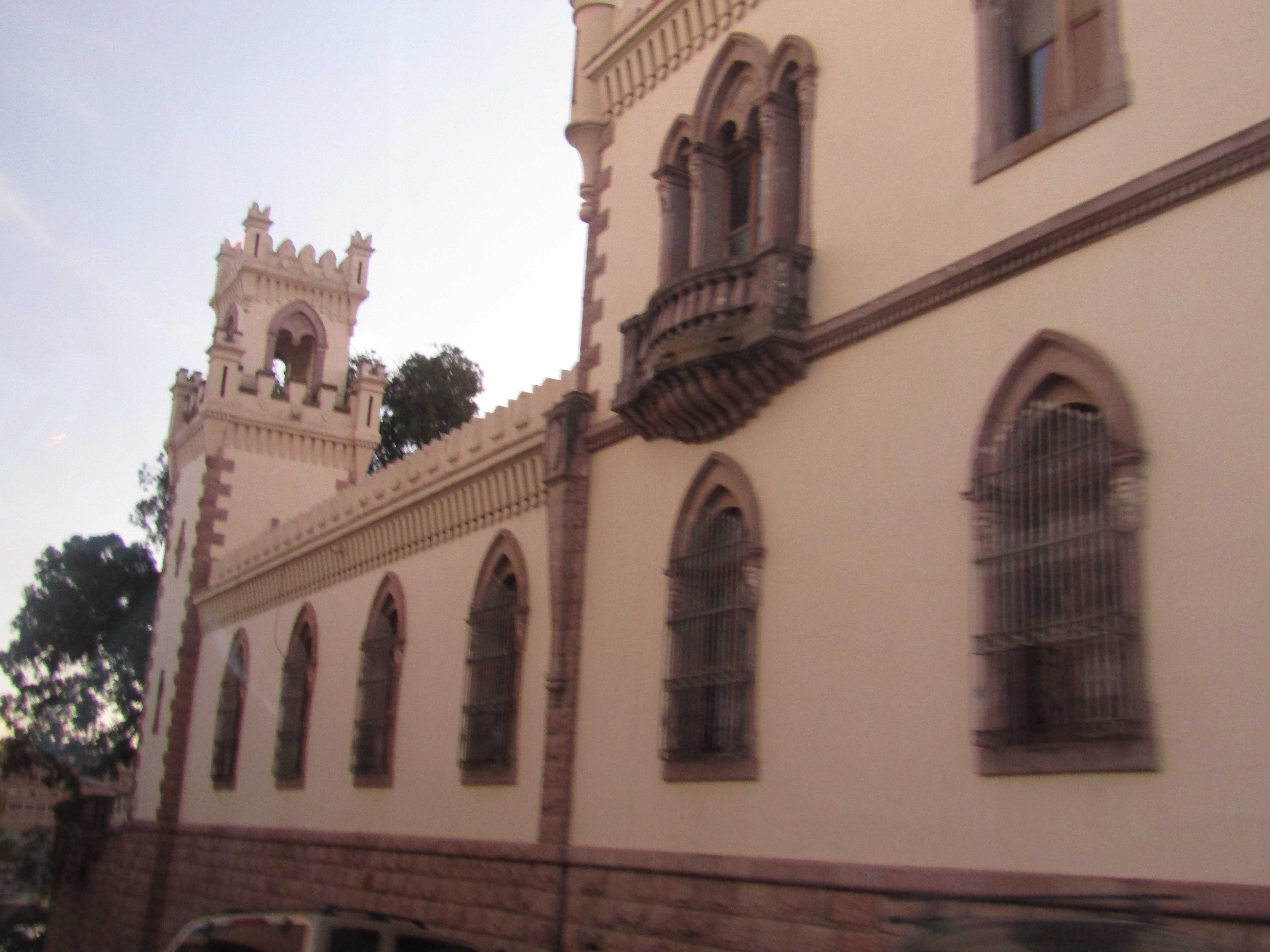
exterior del palacio.

Actualmente las instalaciones de la Antigua Casa Presidencial están ocupadas por el Centro Documental de Investigaciones Históricas de Honduras (CDIHH). A pesar de que ya no es el palacio presidencial, las autoridades de esta organización se han preocupado por mantener el lugar en un estado casi intacto, para que cualquiera pueda apreciar como era la vida de nuestros anteriores presidentes. 
El Centro Documental de Investigaciones Históricas de Honduras (CDIHH) tiene como objetivo dar un espacio de investigación a profesionales, escritores, historiadores y estudiantes con un énfasis en «Historia Patria» y está conformado por el Archivo Nacional de Honduras, el Archivo Etnohistórico y la Biblioteca Especializada en Antropología e Historia.

## Galeria

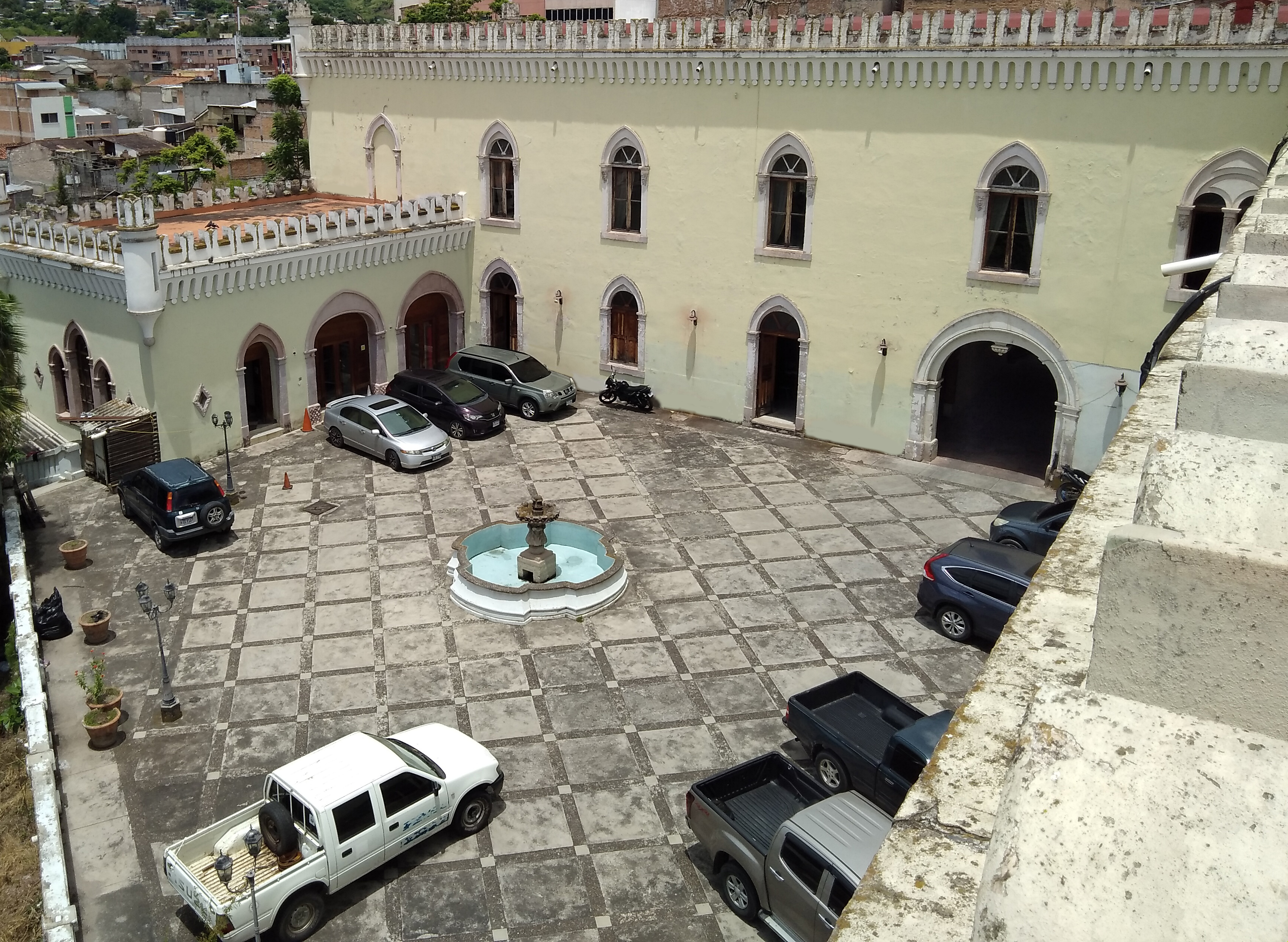
Plaza del palacio.
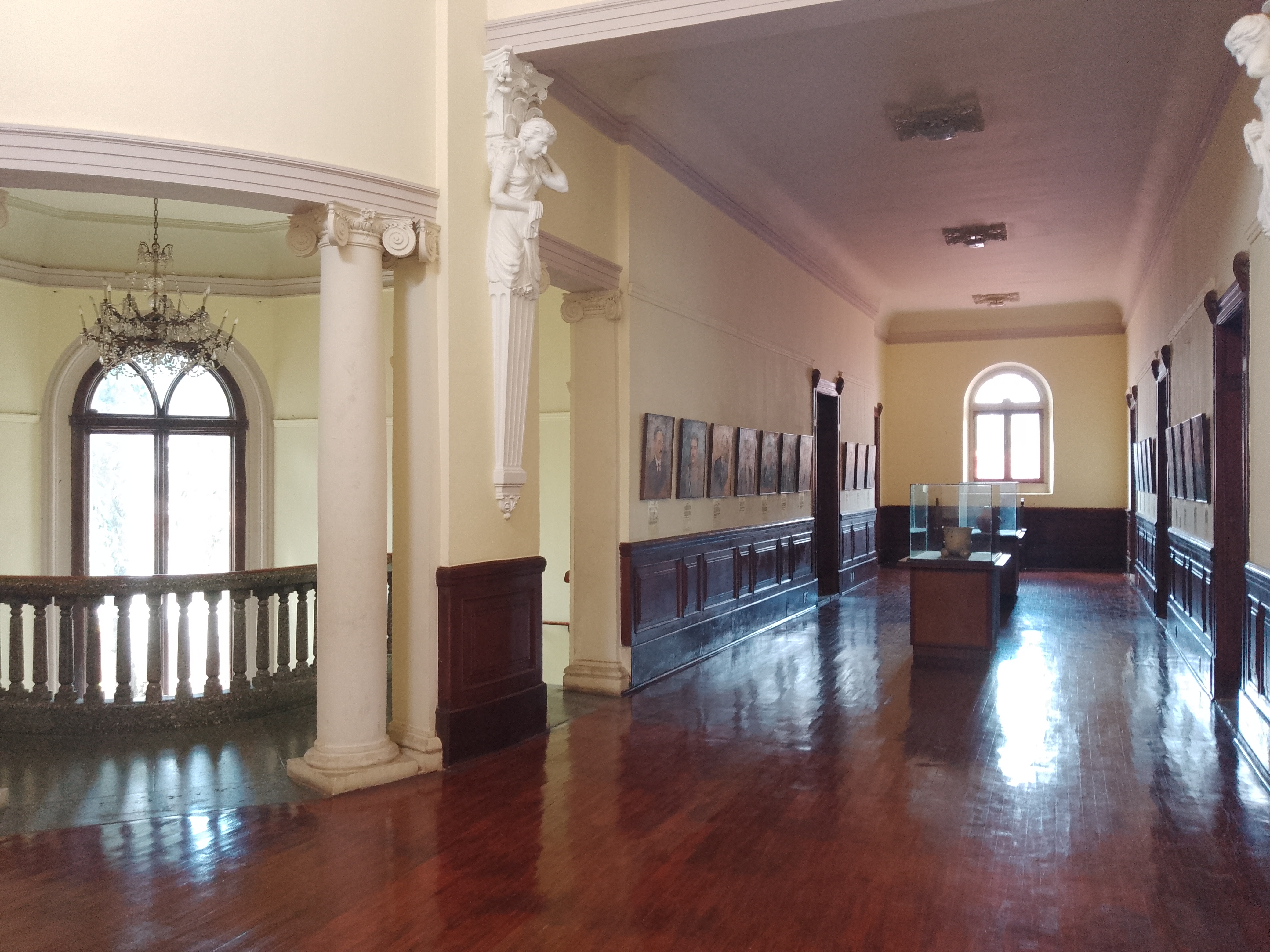
Pasillos del segundo nivel.
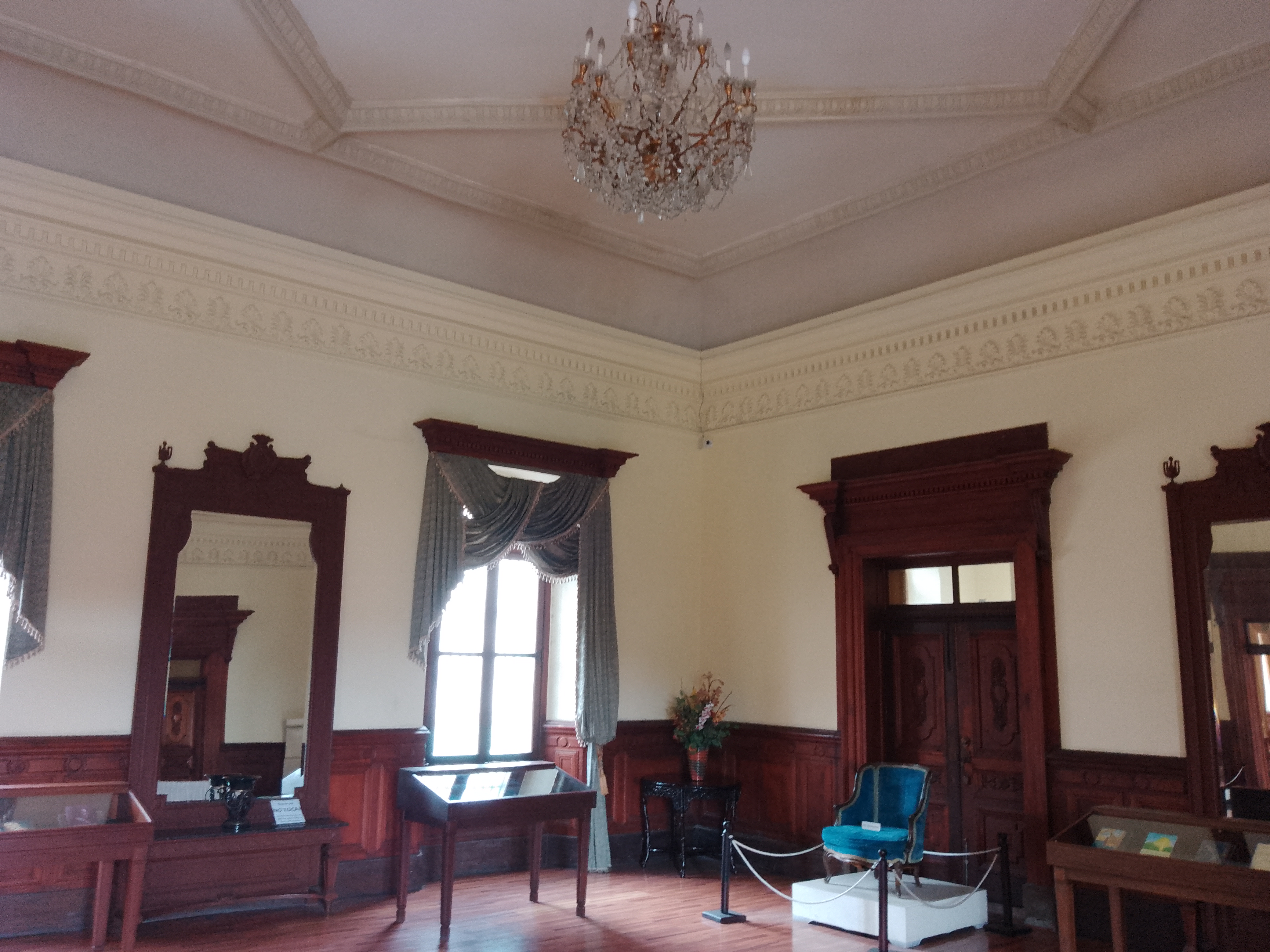
Salon de los Espejos.
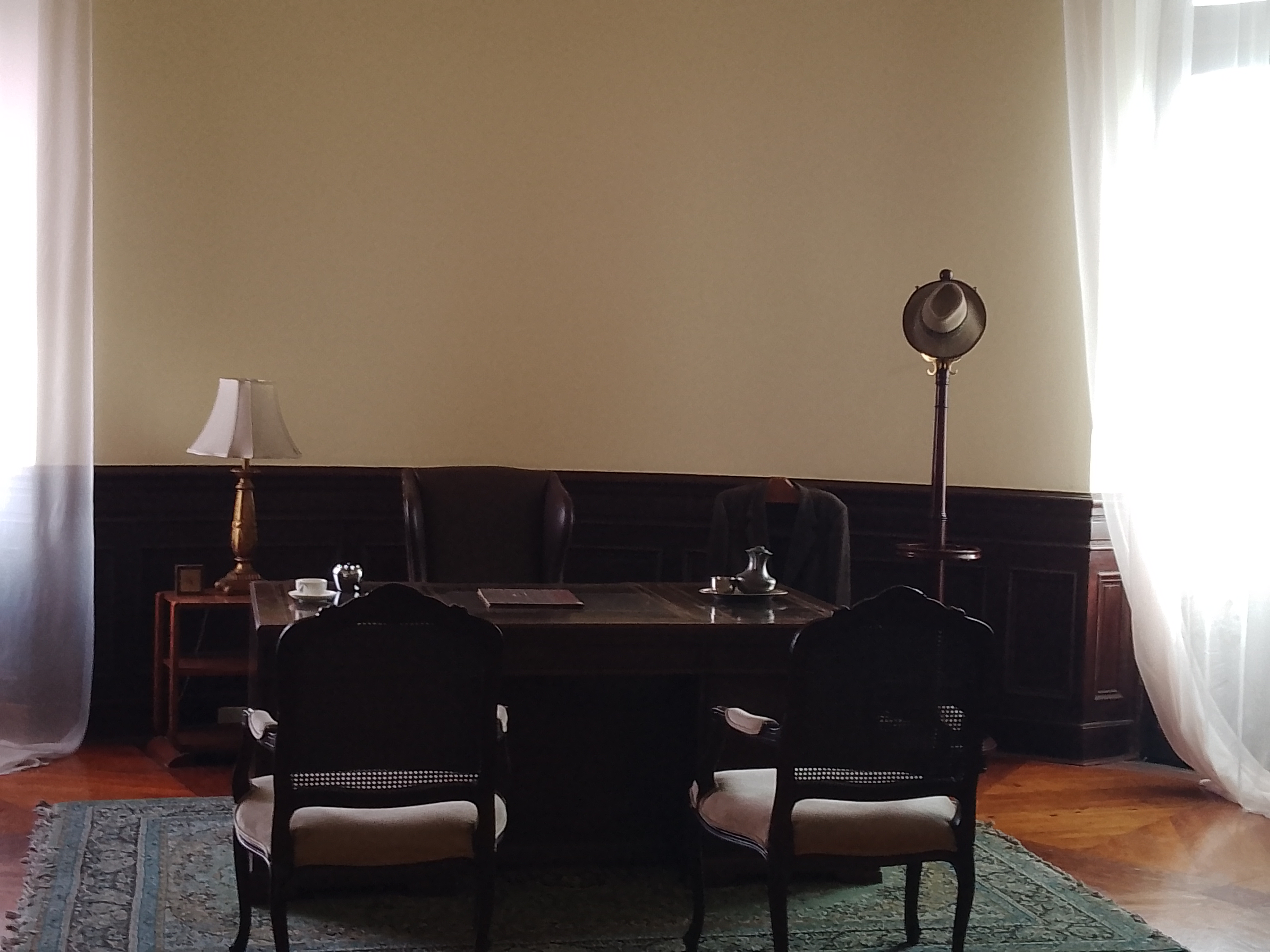
Oficina presidencial.
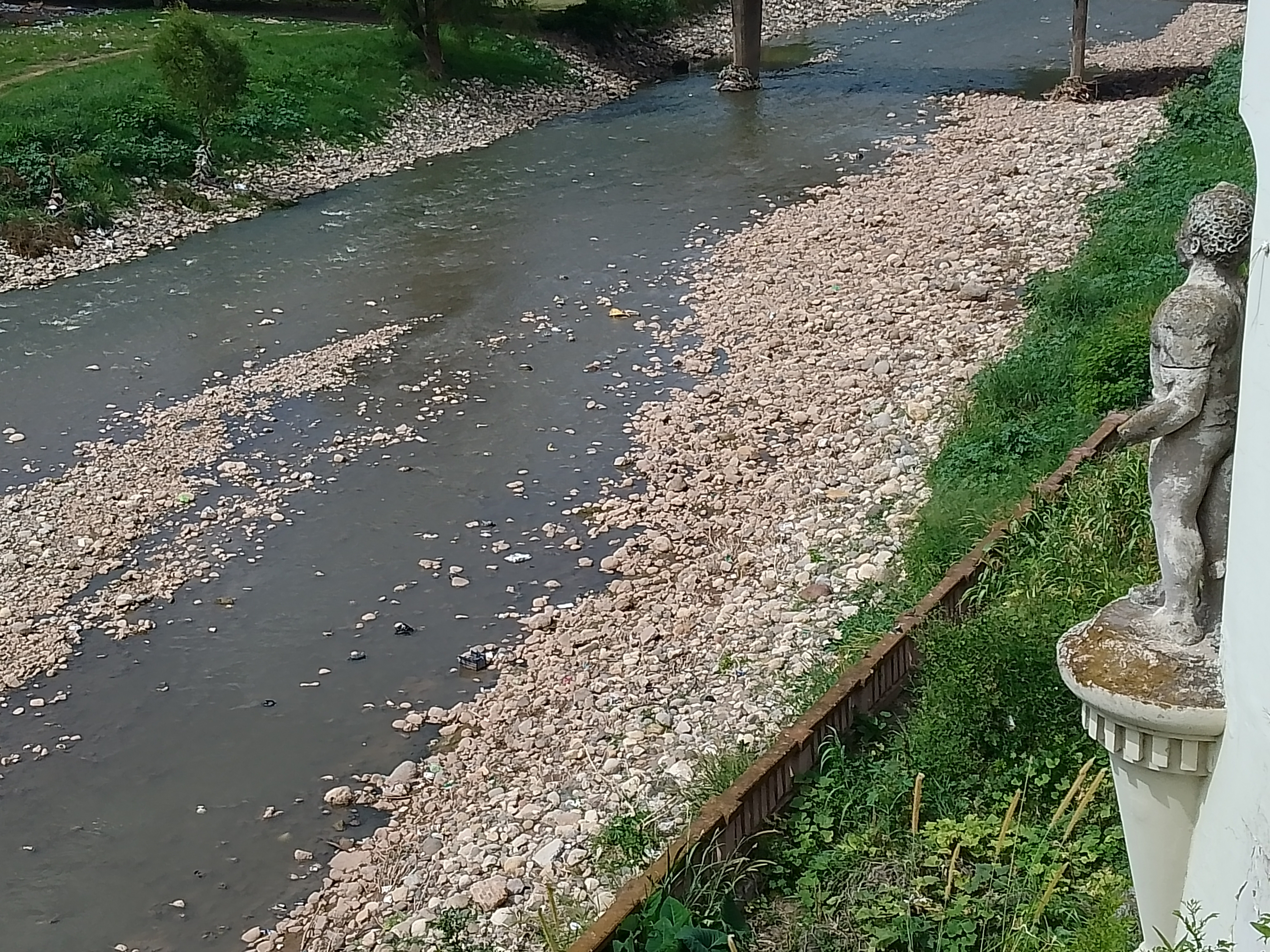
Vista al rio Choluteca desde el segundo jardín.